# 第七訪客
《第七訪客》是一款互動電影解謎冒險游戲，由三葉蟲制作，並於1993年4月首次发行。 它是首批仅以CD-ROM形式发行的计算机视频游戏之一。《第七訪客》是以玩家視角展開的恐怖遊戲，在游戲中，玩家通過扮演一個失憶者，去解開各種謎題。該游戲因其前所未有的大量预渲染3D图形以及成人内容而獲得媒體大幅關注。此外，該游戲的銷售亦非常成功，其销量超過200万份，被普遍認爲是推動光碟機销售的殺手級應用。 《第七訪客》随后在苹果的應用程式商店重新重新發售，同時兼容各種系統，例如 Mac。 比爾·蓋茨称第七訪客为“互動娛樂的新標準”（the new standard in interactive entertainment）。
在原版發售過後，該游戲被移植到各種不同的系統。 

## 遊戯玩法
遊戲是通過在一座荒廢的豪宅中漫步，解決各類邏輯推理問題並觀看推動劇情發展的影片而進行。主要的對手亨利·史陶夫是一個永遠存在的威脅，他利用線索嘲弄玩家，在玩家解謎失敗時取笑玩家（"We'll all be dead by the time you solve this!"，“等你解開這個問題時，我們全都死光了！”），並在玩家成功解謎時表達不滿（"Don't think you'll be so lucky next time!"，“別以為你下次還會這麽走運！” ）。

其中一個模仿數字推盤遊戲的謎題：在3×2的墙根處，共有5塊木板，玩家需要把其中兩塊帶有半圓形漏洞的木板移動到最右側的墙洞，並構成如圖所示的O字形拱門，讓主角得以從这里通過。

通過玩家在房間裏解開22個各色各樣並愈發困難的謎題後觀看的演員出演的回顧影片，一個被操弄的陰謀和罪行也隨之逐漸浮出水面。大部分玩家可能會遇到的第一個問題是要求他們把書房中望遠鏡裏雜亂無章的字母排列組合成一個條理清晰的句子；或者餐廳裏的分蛋糕謎題，該謎題要求玩家把蛋糕分成六份，每一份的花飾數量必須一致。其他謎題類型包括但不限於迷宮，棋類問題，邏輯推理，文字游戲，以及一個極其困難的，模仿同化棋風格設計的黑白棋游戲，該游戲使用AI（後來被複刻到了其續作中）讓電腦與玩家對決。對於那些無法解開謎題的玩家，游戲在書房裏爲他們提供了一本游戲的攻略本。在前兩次翻閲時，該攻略本會給玩家一些綫索，提示他們如何解謎，如果第三次翻閲，該攻略本會直接給出謎題的答案以便玩家能夠推動游戲的進程。玩家在成功解謎后，會看到前述的，與劇情相關的回顧影片，如果三次翻閲攻略本，則無法看到回顧影片。攻略本提供除了最後一個（第22個）謎題以外的，所有謎題的答案。
《第七訪客》是PC平臺上發售的，最早只提供CD-ROM版本的遊戲之一，因為它太大而無法通過磁片發售。 《電腦游戲世界》在1993年的報道中對此感嘆道，“ 《第七訪客》不只用完了一整張CD-ROM的空間 ……它事實上需要兩張光碟的空間才夠裝”（not only does Guest consume an entire CD-ROM ... it actually requires TWO）。 刪除游戲中的影視檔案並不可取，因爲它們對游玩至關重要。该游戏与LucasArts的《星際大戰：反抗軍突擊》（star wars rebel assault）以及Brøderbund的《迷霧之島》一道，促進了CD光碟機的普及，而CD光碟機在當時並不常見。游戲中穿過房間的主觀鏡頭最初計劃拍成實景真人影片，但在發現預渲染的3D動畫可行且更具成本效益後，該計劃被放棄了。 

## 劇情
遊戲開場，以一位講述者朗讀一本故事書的方式，回顧了1935年發生在座落於哈德遜河谷的哈雷鎮（Harley-on-the-Hudson）:154的往事，一個名叫亨利·史陶夫（Henry Stauf）的流浪者殺死了一個從合唱團訓練歸來的女人，並搶走了她的錢包，由此開啓了後來的一系列悲劇。在他殺人越貨的那天晚上，他在睡夢中看到了一個漂亮的洋娃娃的幻影，於是第二天便開始著手製作她。他用這個洋娃娃換來食物，飲料，以及在當地一家小酒館的容身之處。 史陶夫後來又看到了其他玩具的幻影，並如法炮製了這些玩具。由此，他成為一名成功的玩具製造商。他利用自己的財富在小鎮邊緣建造了一座豪宅（同樣源自其在最後一個夢中看到的最後一個幻影）。與此同時，多名擁有史陶夫玩具的孩子患上了一種神秘的疾病不治身亡，而史陶夫則消失在他的豪宅中，從此再也沒有人見過他。（pp. 170-176）
開場過後，玩家視角從史陶夫家豪宅明亮的書桌前來到幽暗的玄關，玩家角色伊果（Ego，意爲“自我”）從那裏蘇醒過來，如今這座豪宅已經荒棄，而他則不記得自己爲什麽會在這裏。:178但當他探索這裏時，他看到了很多過去發生在這裏的景象的幻影。這些景象全都發生在那些擁有史陶夫玩具的孩子死去后的某個夜晚，有6位訪客應邀來到史陶夫的豪宅，他們是——前歌手玛蒂娜·伯登（Martine Burden），對生活不滿的中年夫婦愛德華與伊莉諾·諾克斯（Edward and Elinor Knox），懷念自己青春嵗月的銀行職員茱莉婭·海涅（Julia Heine），合夥店鋪老闆布賴恩·達頓（Brian Dutton），舞臺魔術師漢彌爾頓·坦普（Hamilton Temple）。他們赴約后沒能見到史陶夫和其他人，但他們發現了一些留給他們的謎題及其行動指南，從而得知史陶夫想要他們把第七位，不請自來的訪客——一個叫做塔德（Tad，意爲“小孩子”或“小男孩”）的，出於好奇而溜進豪宅的小男孩帶來給他（其中一個謎題的答案便是“GET BOY TAD”，找到小鬼塔德:317）。這六個人因此發生爭執，伊莉諾和漢彌爾頓認爲他們應該找到塔德並幫他逃出史陶夫的魔掌（pp. 231-234），剩下的人則爲了史陶夫許諾給他們的獎賞而潛心搜尋塔德的下落。那一夜因爲他們的相互廝殺或者落入史陶夫預先佈下的圈套（比如被史陶夫變成衣架的伊莉諾）而籠罩在血雨腥風之中。最終，在拼殺中勝出的茱莉亞，把塔德帶到了在閣樓上恭候他們多時的史陶夫面前。此時坐在輪椅上史陶夫已經和惡魔簽訂了契約，變成了一個面目猙獰的怪物，他看到了（魔鬼給他的）讓他殺死塔德的幻影，他需要殺死塔德以完成他與魔鬼的契約（而此前那些被他的玩具殺害的孩子的靈魂都變成了他玩具房裏的玩具，塔德正是他在找尋的，用於完成契約的最後一個“玩具”（pp. 231-234））。他先殺死了茱莉亞，又伸出血紅色的長舌頭困住了塔德。
隨著冒險的深入，伊果似乎明白了自己就是塔德的靈魂（他在照鏡子時看到了塔德的全身像，而他本是無形的），他曾經一遍又一遍地目睹那天晚上所發生的一切，卻一直束手無策；這座屋子成了他無法擺脫的地獄:162。但是此刻他已經可以改變這一切，讓塔德（也就是他自己）從中獲得解脫。（pp. 257-264）最後，由於沒能重新抓住塔德，史陶夫沒有完成他與魔鬼的契約，最終被烈火吞噬。塔德感謝伊果救了他，並告訴他如今一切都因此而改變，直到永遠（原話："You save me, it's all been change now. Now and -" "Forever"，“你救了我，現在一切都變了。從現在到—”“永遠”，其中“永遠”一詞由伊果説出）。:265隨後，塔德融入一道白色的光，消失在玩家眼前，遊戲開場那本記載這一切的故事書在晨曦的陽光下翻篇進入尾聲:266，游戲也至此結束。另據官方攻略本記載，在解開了所有謎團後，伊果回到玄關，輕鬆地打開了（之前塔德無法打開的:40）前門，頭也不回地揚長而去。:162

## 角色及其演員

### 亨利·史陶夫
- Henry Stauf （羅伯特·赫希貝克（Robert Hirschboeck）飾）

遊戲中豪宅的主人。 原本是一個無家可歸的流浪者，在一系列的幻影指引下，成了一名成功的玩具製造商，但哈雷鎮的居民對他的過去一無所知。他們只知道他是一個為孩子們製作了各種驚艷玩具的古怪老人，並因此譜寫了一個非常成功的“白手起家”的故事。他的名字是浮士德（與他一樣同魔鬼做交易並墮入地獄）的易位字謎，并能讓人聯想到德國史泰福（Steiff）玩具公司（其創始人瑪格麗特·史泰福與他一樣，是個坐在輪椅上的老婦人以及玩具製造者）。

### 伊果
- Ego（麥可·米席（Michael Mish）配音）

玩家角色，一個在豪宅中遊蕩的無形意念體，通過解開留在史陶夫豪宅中的謎題，並調查發生在此處的，很久以前的那個神秘夜晚的一切。整個遊戲以伊果的第一人稱視角進行。伊果不知道自己是怎麽來到這所房子裏的，也不知道為什麽，他只知道自己來這裏是有原因的，具體原因則一無所知。:178
他的名字為“自我”的拉丁語説法。

### 塔德
- Tad（道格拉斯·奈普（Douglas Knapp）飾）

住在史陶夫豪宅隔壁的男孩。在史陶夫開派對當晚，他從窗戶爬進去，然後發現自己再也出不來了。他在遊戲的大部分時間裏都在躲避史陶夫邀請的訪客，並試圖找到逃離這座豪宅的方法。
他的名字意爲“小孩子”或“小男孩”。

### 玛蒂娜·伯登
- Martine Burden（黛博拉·麗思·梅森（Debra Ritz Mason）飾）

一個年輕、漂亮、野心勃勃的女性，她曾被稱為哈雷鎮小姐（Miss Harley-on-the-Hudson），但她討厭這個小鎮，並伺機離開了。在被她富有的男朋友甩了之後，她再度回到了哈雷鎮。在史陶夫家的派對上，她對比她年長的愛德華·諾克斯一見鍾情，與之對應的，愛德華對財富和離開伊莉諾，另尋新歡的欲望與她對權力和地位的渴求一拍即合。在浴室場景中，玩家看到她在洗浴時被拉進了浴缸中，並能夠聽到一聲拖長的尖叫聲，根據官方攻略本記載，在那之後，一具屍骨被發現浸泡在裝滿血水的浴缸中。（pp. 109,238）

### 愛德華·諾克斯，伊莉諾·諾克斯
- Edward Knox（拉里·羅爾（Larry Roher）飾）
- Elinor Knox（喬琳娜·帕特里克（Jolene Patrick）飾）

一對年長的夫婦。伊莉諾是一個體面的女人，她仍然愛她的丈夫，似乎想盡她所能幫助塔德，愛德華面臨嚴重的經濟困難，他對妻子毫不關心，轉而選擇與年輕漂亮的瑪蒂娜·伯登合作，試圖解開史陶夫留下的謎題。他最大的願望是開啓全新的生活，擁有一個資金充裕的銀行賬戶，並能夠擺脫來自婚姻的束縛。伊莉諾的願望也是重新開始，但愛德華還在她身邊。愛德華被漢彌爾頓·坦普殺死，後者為了救塔德，將他的頭撞向棺材的側面撞死。玩家沒有看到伊莉諾被殺，但當她最後一次露面時，她變成了一個人體模型，無助地哀求塔德搭救她。

### 茱莉亞·海涅
- Julia Heine（茱莉亞·塔克（Julia Tucker）飾）

一個年長的女人，極度虛榮。她對自己的生活感到不滿意，最近因为酗酒問題的迅速蔓延而失去了在銀行的工作（當時美國的酗酒人數隨失業率一同飆升）。她渴望再次年輕漂亮，並認爲這樣一來，她就能夠征服一切。朱莉婭成功地將塔德帶到史陶夫面前，但史陶夫沒有實現她的願望，而是通過向她身上噴吐酸液將她殘忍殺害。

### 布賴恩·達頓
- Brian Dutton（麥可·波爾卡羅（Michael Pocaro）飾）

一個拄著拐杖走路的中年男子，布賴恩在哈雷鎮擁有一家商店，並曾向史陶夫出售商品。布賴恩欽佩史陶夫致富的方式和解決問題的手段，他最大的願望是像史陶夫一樣成功，但他也被兒時看到他的兄弟跌入冰窟窿淹死的回憶所困擾。布賴恩在與愛德華爭奪塔德時，被愛德華反復用刀（諷刺的是，那刀正是布賴恩自己的）刺戳而負傷，但他最終在打鬥中活了下來。爾後，他回到自己的房間，看到史陶夫留給他的錢箱時，因為興奮導致傷口破裂，不治身亡。

### 漢彌爾頓·坦普
- Hamilton Temple（泰德·羅森（Ted Lawson）飾）

一個即將退休的職業舞臺魔術師，他是一個善良的人，也試圖幫助塔德逃跑，他與伊莉諾·諾克斯相處得很好。他最大的願望就是想知道魔法是否真的存在。在試圖說服塔德信任他後，隨即被朱莉婭勒死。

## 開發
《第七訪客》是游戲設計師/圖形設計師羅伯·蘭德羅斯（Rob Landeros）和MasterTronics的新人程序员格雷姆·迪凡（Graeme Devine）的創意。当蘭德羅斯和 迪凡向維珍游戲的首席执行官馬丁·阿柏（Martin Alper）提出他们的創意后， 旋即被“解雇”，由此他們得以在東家維珍的幫助下，创办自己的公司——三葉蟲，專注於開發該游戲。他們原計劃把游戲中的豪宅全部以實拍影片呈現， 1991年，羅伯特·斯坦因三世（Robert Stein III）加入該團隊後，3D圖形和動畫被引入游戏。
在書寫了設計文件後， 迪凡和蘭德羅斯將其交給了作家馬修·科斯特洛（Matthew Costello） 。開發人員選擇使用 24 位SVGA圖形和一個簡單的、無字的、類似電視遙控器的用戶界面，使游戲被設計爲“媽媽會玩什麼？”（What would Mom play?）這個問題的答案，爲了方便游戲移植到其他平臺（例如超任CD ）。  迪凡创建了名爲“GROOVIE”的游戏引擎，它允許從CD-ROM續傳數據， 在多個平臺上運行，並具備重用性。  《第七訪客》是第一個使用 640x320，256色的圖形作爲其游戲CG；據報道，三葉蟲在兩年多的時間里花費了超過 50萬美元來製作游戲CG。喬治·桑格爲游戲創作了音樂。 
開發組發現，CD速度很不理想，正如迪凡在1993年所說，“CD-ROM非常慢”（ "CD-ROM is bloody slow"）。早期的藍幕鏡頭并不完美，由此留下了如殘影一樣的光環，他們把這個作爲其特色保留了下來。因選用的謎題受到版權保護，開發人員采用了19世紀的解謎書籍。 演员在全动态影像上的表演不同於傳統的電影製作：他們需要根據玩家在游戲中做出的所有可能的操作來表演相應的動作，他們通常需要面對鏡頭與玩家互動，而非與藍幕裏的其他演員互動。 如迪凡所言，他第一次看片尾職員表時哭了：“這個游戲的開發工作極其艱難，我在完成它的過程中筋疲力盡，看到片尾職員表得以播出讓我們明白了自己所成就的一切”。 

### 音乐
遊戲第二張光盤包含一個容量巨大的音軌，可在任何普通CD播放器上播放。該首曲目將近半小時，其中包括老牌遊戲音樂人喬治·“胖子”·桑格创作的游戏内音乐，以及两首现场音乐录音：“The Game”，其旋律通過不同的編排和曲風變化構成了遊戲中大部分場景的背景音樂（以及鋼琴謎題的主題曲），其歌詞內容（由科頓·馬瑟樂隊（Cotton Mather）主唱羅伯特·哈裏森（Robert Harrison）演唱）基於史陶夫扭曲的陰謀，而片尾曲《我衣櫥裏的骷髏》（Skeletons in My Closet），一首由女聲（克裏斯·麥凱（Kris McKay））領唱的爵士歌曲，其部分內容在遊戲中被用作朱莉婭的主題音樂。幾年後，桑格獨立發行了一張名為《7/11》時長一個多小時的專輯，該專輯包含了本游戲的所有音樂（全部獨立成軌）及其續作《第十一小時》的音樂。
遊戲中的音樂與謝爾蓋·普羅高菲夫(Sergei Prokofiev) 的《彼得和狼》中主旋律的相似，其中每个客人都有各自的音乐主题；在《彼得與狼》中通過配器變化對應不同的角色，與之相反，桑格爲其創作的《第七訪客》的游戲音樂《The Game》的旋律加入風格變化，例如當游戲中兩個角色互動時，其曲風採用了融合樂以及對位法，甚至同時演奏雙方各自的主題曲，當出現緊張的情節時，人物的主題曲也會因此變得緊張起來。

## 評價
該游戲的預覽版在1992年夏季的消費電子展中獲得了非常積極的反響并在後來大獲成功。在其發售的第一年，共售出了45萬份，收益超過1500萬美金。 到1995年時它的銷量已經超過100萬份（高於同時期的《迷霧之島》 ），到2000年銷量超過了2000萬份。 它被廣泛認為是促進CD-ROM驅動器普及的殺手級應用。  截至1995年7月，它是最暢銷的CD-ROM游戲，銷量高達150萬份。彼時，《迷霧之島》銷量排名第二，为110萬份。 到1998年4月， 《第七訪客》在美國已售出 929,611份，收益400萬美元。《PC Data》雜志由此將其評為1993年1月~1998 年4月間的，美國第八暢銷電腦游戲。 比爾·蓋茨稱《第七訪客》為“互動娛樂的新標準”（the new standard in interactive entertainment）。 
1993年8月號的《電腦游戲世界》對該游戲的IBM版持批評態度，稱其更像是“個夢魘和夢想”（a nightmare and a dream），並表示盡管該游延期發售，但游戲應該進一步優化。儘管該雜的志評論者認爲該游戲在視聽和謎題上有著“豐富、愉快的游戲體驗”（"rich, enjoyable gaming experience"），他同樣發現以最低系統需求運行是不現實的，截至1993年5月，包括他在內的許多玩家都遇到了電腦稳定性和软件不相容的问题，尤其是Media Vision声卡的相容性問題，因爲它無法讓玩家聽到游戲中推動劇情發展的數位化語音。該評論者最後總結說：“我感到自己被剝奪了游玩《第七訪客》的全部樂趣，因其不盡如人意的游戲體驗……與其在缺乏充分測試的前提下發佈游戲，不如推遲游戲的發佈時間。（"I feel I have been deprived of the full pleasure that Guest has to offer by the inability to get the game to run satisfactorily ... It would have been better to further delay the game than to release it as it was done, without sufficient testing"） 該雜志在1994年4月表示，该游戏“在我们的‘读者’的民意调查中一直名列前茅，是公认的畅销游戲”（"consistently ranking high in our 'reader' polls and a proven bestseller"），並推薦給那些“想要體驗有史以來最出色的計算機圖形和音樂”（"want to see and hear some of the most exceptional computer graphics and music created to date"）的粉絲玩家。 该游戏的Macintosh版本于1994年由保羅·墨菲（Paul Murphy）在《龍》第212期的“螢幕之眼”（Eye of the Monitor）專欄中如此評述道：“《第七訪客》对其自身定位的迷茫成爲其無法治愈的傷痛。它要麽是被無意義的恐怖故事耽誤的解謎集，要麽是被無意義的解謎集耽誤的恐怖故事”。  《第七訪客》赢得了《GamePro》1993年的頒發的“突破性游戲”（Breakthrough Game）奖，而《迷霧之島》获得了其同類游戲中的荣誉奖。编辑们将該游戲稱為“第一個真正引人註目的互動式 CD-ROM 游戲”（ "the first truly compelling interactive CD-ROM game"）。 
該游戲的CD-i版獲得了大部分正面評價。《GamePro》贊美其“凶殘的”（ "sinister"）故事线，具有挑戰性的難題，美觀的圖形，還有那令人不寒而慄的基調。 《電子游戲月刊》的四位評審給它打了 8 分（滿分 10 分），稱其優於該游戲的任何電腦版本。和GamePro一樣，他們稱贊游戲的謎題、圖像和基調。 
《次世代》參與了該游戲的CD-i版的評測工作，将其评为三星（總共五星），并稱贊其「流暢的影片、清脆的聲音、以非常著名的‘FAT MAN’ 原创的曲目為賣點，結合其惡魔般的谜题組合而成的，奢華的CD-i 游戏。 」
2011 年， Adventure Gamers将《第七訪客》評為「有史以來最棒的100款冒險游戲」中的第82名。 

### 奖项
《第七訪客》獲得了如下獎項： 
| 年 | 奖项 |
| --- | ---- |
| 1993年 |      |
| - 《PC電腦》- 最佳娛樂軟體 - Game Players PC Entertainment– 圖形設計特別成就獎 - 英國互動媒體 – 銀獎 |      |
| 1994年 |      |
| - Interactive Academy/Cybermania Awards – 最佳 CD 遊戲 - 多媒體世界讀者選擇獎——最佳娛樂獎 - 《電腦遊戲評論》– 金三項獎 - 新媒體視覺獎 – 卓越獎 - 新媒體視覺獎 – 最佳動畫/圖形创意金獎 - PC World Class – 最佳 CD-ROM 遊戲 / 成人遊戲 - 電子娛樂第一屆年度編輯選擇獎 – 突破性游戲 - 電腦遊戲世界讀者投票 – 排名第一的遊戲 |      |

## 影響
- 《第七訪客》和《迷霧之島》被认为是推動CD-ROM普及的殺手級應用。 [35][36]

- 《第七訪客》中使用的，極具個性的手骨、眼球、頭骨、面具等樣式的滑鼠游標[37]被其續作《第十一小時》[38]以及另一部同社遊戲《Clandestiny》[39]沿用。

## 續作

### 第十一小時
由於《第七訪客》的成功，三葉蟲於1995年12月發行了名為《第十一小時》的續作。遊戲的反響最初好壞參半，銷量亦不如預期。 該系列的後續續作計劃已經啟動，但由於公司最終倒閉而未能實現。蘭德羅斯試圖製作他個人的第三部官方續作《第七訪客3：收藏家》（The 7th Guest 3: The Collector） ，他在自己的官方網站上發布了該遊戲的預告片，但預告片消失了，並且沒有發布有關該系列的更多信息。 
三葉蟲还发布了一款由《第七訪客》和《第十一小時》以及《Clandestiny》的谜题组成的合集游戲，名為《亨利叔叔的劇場》（Uncle Henry's Playhouse）。該遊戲反響不佳，僅在美國售出了 27 份， 全球178份。
《第七訪客》和《第十一小時》的移植工作皆有所計劃，《第七訪客》被移植到CD-i。 《第十一小時》計劃移植到3DO，但最終落空。 2010年，《第七訪客》被移植到iPhone和iPad，隨後該系列也被移植到其他平臺，例如Macintosh。由《第七訪客》中第14個謎題“感染秀”（Show of Infection，也稱顯微鏡謎題）:92為藍本改編的獨立游戲《第七訪客：感染》（The 7th Guest: Infection）。由于技术原因，第14個謎題與第15個謎題“死記硬背”（Take a Rote，也稱鋼琴謎題）:99，第21個謎題“五星飛刀”（Poke the Pentagram，也稱五星/飛刀謎題）:149一道沒能被移植到IOS平臺，2013年，三葉蟲與Night Dive Studios合作，在Steam上重新發布了《第七訪客》和《第十一小時》 。 

### 第七訪客3：收藏家
三葉蟲在羅伯·蘭德羅斯領導下復活，於 2013年萬聖節為《第七訪客3：收藏家》（The 7th Guest 3: The Collector）在Kickstarter平臺發起衆籌活動。然而，該項目未能達到其 43.5萬美元的融資目標。  另一項在Crowdtilt 發起的衆籌活動，目标是較前者小的6.5萬美元，用於完成史陶夫豪宅的第一個故事，同樣以失敗告終。 

### 第十三個娃娃
2015年7月，開發商Attic Door Productions在獲得三葉蟲的商業發行許可後，爲能獲得足夠的資金以及公衆青睞，開始在Kickstarter上為其推出的《第七訪客》的非官方粉絲遊戲《第十三個娃娃》（The 13th Doll，也譯爲《十三玩偶》）衆籌。目標資金定為4萬美元，持續到同年8月27日。該活動有1199名支持者，並許諾提供60266美元。 遊戲於2019年10月31日發售。故事以長大後的，《第七訪客》中的第七位訪客——塔德為中心展開，他當年從史陶夫的豪宅成功逃離過後，因爲沒有將被困在那裏的鬼魂（《第七訪客》中變成史陶夫家玩偶的小孩子的鬼魂）一道救出，使他日夜遭受這些鬼魂的折磨而精神失常，被關進了精神病院。十年後，醫院來了一位對他的過往感興趣，並渴望幫助他的年輕醫生里奇蒙（Richmond），以此爲契機，塔德得以到史陶夫的豪宅故地重游，以面對自己的過去；羅伯特·赫希貝克 (Robert Hirschboeck) 重新演繹了史陶夫這一角色。玩家有兩個可玩角色（分別是主角塔德和醫生里奇蒙）可供選擇，選擇不同的角色會開啓彼此不同的劇情。該游戲可以像《第七訪客》那樣，使用自行移動的軌道模式（On Rails）游玩，其游戲引擎同樣允許玩家自由探索房屋。 

### 第七訪客：圖版遊戲
2017年4月，三葉蟲为《第七訪客：圖版遊戲》（The 7th Guest: The Board Game）在 Kickstarter發起衆籌。该游戏采用类似《Cluedo》的棋盤設計以及原PC遊戲中人物形象的棋子。玩家必須解答謎題卡上的問題才能獲得解鎖史陶夫豪宅特定房間的點數，最終目標是進入最多的房間以贏得游戲。 

### 25周年纪念版
2019年4月，三葉蟲和MojoTouch發布了重新製作的該游戲的25周年紀念版（相容於Windows 7/8/8.1/10）。除了數位增強的原始影片剪輯和聲音外，該版本還包含一個全新的控制系統、整棟豪宅的地圖、可以自由跳過的場景以及全新的菜單。玩家可以在原版配樂，Midi音軌或Adlib合成音軌之間進行選擇，還可以在“復古”模式（帶有原始圖像、聲音和控件）下游玩。
該版本還包含大新贈內容：三種新語言（法語，俄語，德語）配音的臺詞及其字幕、原版中被移除的内容及幕後花絮、36首游戲原聲的音軌、一部完整的小說和遊戲劇本、以及該游戲的專題片《製造第七訪客》（The Making of The 7th Guest），此外，亦有提供原版游戲的Windows、Mac OS以及Linux版的下載途徑（作爲游戲DLC）。